# Rangliste (DDR-Fußball)/1980er
Dieser Artikel gibt eine Übersicht über die Historie der fuwo-Bestenliste der DDR-Fußballfachzeitschrift Neue Fußballwoche (fuwo) in der Zeit von 1980 bis 1990.

## Sommer 1980
Veröffentlicht in der fuwo (Ausgabe 24/1980) vor der Saison 1980/81. Die Rangliste bewertet die Oberligaspiele der Saison 1979/80.
| Position      | Elf des Jahres                              | 55-Bestenliste | Im Gespräch |
| ------------- | ------------------------------------------- | --- | --- |
| Torhüter      | Hans-Ulrich Grapenthin (FC Carl Zeiss Jena) | Jürgen Croy (Sachsenring Zwickau) Ulrich Ebert (BSG Wismut Aue) Bodo Rudwaleit (BFC Dynamo) Bernd Jakubowski (Dynamo Dresden)                          | Wolfgang Benkert (FC Rot-Weiß Erfurt) Rainer Köpnick (Stahl Riesa) Wolfgang Krahnke (FC Karl-Marx-Stadt) Karl-Heinz Wienhold (FC Vorwärts Frankfurt) Siegfried Stötzner (1. FC Lokomotive Leipzig) |
| Libero        | Hans-Jürgen Dörner (Dynamo Dresden)         | Rüdiger Schnuphase (FC Carl Zeiss Jena) Norbert Trieloff (BFC Dynamo) Frank Baum (1. FC Lokomotive Leipzig) Reinhard Hauptmann (Stahl Riesa)           | Frank Sorge (FC Karl-Marx-Stadt) Stephan Fritzsche (Chemie Leipzig) Lothar Hause (FC Vorwärts Frankfurt)                                                                                           |
| Abwehrspieler | Lothar Kurbjuweit (FC Carl Zeiss Jena)      | Artur Ullrich (BFC Dynamo) Matthias Müller (Dynamo Dresden) Klaus Decker (1. FC Magdeburg) Uwe Zötzsche (1. FC Lokomotive Leipzig)                     | Jürgen Schliebe (HFC Chemie) Ralf Kraft (BSG Wismut Aue) |
| Abwehrspieler | Rainer Troppa (BFC Dynamo)                  | Konrad Weise (FC Carl Zeiss Jena) Thomas Dennstedt (1. FC Lokomotive Leipzig) Udo Schmuck (Dynamo Dresden) Frank Uhlig (FC Karl-Marx-Stadt)            | Dieter Strozniak (HFC Chemie) Dieter Göpel (FC Rot-Weiß Erfurt) Peter Keller (Sachsenring Zwickau)                                                                                                 |
| Abwehrspieler | Gert Brauer (FC Carl Zeiss Jena)            | Michael Noack (BFC Dynamo) Gunter Sekora (1. FC Lokomotive Leipzig) Lutz Möckel (1. FC Union Berlin) Wolfram Meinert (Stahl Riesa)                     | Ralph Probst (FC Vorwärts Frankfurt) |
| Mittelfeld    | Reinhard Häfner (Dynamo Dresden)            | Joachim Müller (FC Karl-Marx-Stadt) Ralf Sträßer (BFC Dynamo) Matthias Liebers (1. FC Lokomotive Leipzig) André Jarmuszkiewicz (FC Vorwärts Frankfurt) | Hans-Uwe Pilz (Sachsenring Zwickau) Klaus Schröder (FC Rot-Weiß Erfurt) |
| Mittelfeld    | Frank Terletzki (BFC Dynamo)                | Jürgen Pommerenke (1. FC Magdeburg) Frieder Andrich (FC Vorwärts Frankfurt) Ronald Kreer (1. FC Lokomotive Leipzig) Holger Erler (BSG Wismut Aue)      | Hartmut Schade (Dynamo Dresden) Hartmut Meinert (HFC Chemie) |
| Mittelfeld    | Gerd Weber (Dynamo Dresden)                 | Lutz Lindemann (FC Carl Zeiss Jena) Wolfgang Steinbach (1. FC Magdeburg) Harald Fritz (FC Rot-Weiß Erfurt) Joachim Sigusch (1. FC Union Berlin)        | Andreas Roth (1. FC Lokomotive Leipzig) |
| Angriff       | Eberhard Vogel (FC Carl Zeiss Jena)         | - | - |
| Angriff       | Dieter Kühn (1. FC Lokomotive Leipzig)      | Peter Kotte (Dynamo Dresden) Joachim Streich (1. FC Magdeburg) Jürgen Heun (FC Rot-Weiß Erfurt) Hartmut Pelka (BFC Dynamo)                             | - |
| Angriff       | Hans-Jürgen Riediger (BFC Dynamo)           | Martin Trocha (FC Carl Zeiss Jena) Holger Krostitz (HFC Chemie)                                                                                        | - |

## Winter 1980
Veröffentlicht in der fuwo (Ausgabe 6/1981) in der Winterpause der Saison 1980/81. Die Rangliste bewertet die Oberligaspiele der Hinrunde der Saison 1980/81.
| Position      | Elf des Jahres                              | 55-Bestenliste | Im Gespräch |
| ------------- | ------------------------------------------- | --- | --- |
| Torhüter      | Hans-Ulrich Grapenthin (FC Carl Zeiss Jena) | Jürgen Croy (Sachsenring Zwickau) Bodo Rudwaleit (BFC Dynamo) Ulrich Ebert (BSG Wismut Aue) Bernd Jakubowski (Dynamo Dresden)                      | Dirk Heyne (1. FC Magdeburg) René Müller (1. FC Lokomotive Leipzig) Wolfgang Benkert (FC Rot-Weiß Erfurt) Dieter Schneider (FC Hansa Rostock) Wolfgang Krahnke (FC Karl-Marx-Stadt) |
| Libero        | Norbert Trieloff (BFC Dynamo)               | Hans-Jürgen Dörner (Dynamo Dresden) Rüdiger Schnuphase (FC Carl Zeiss Jena) Dirk Stahmann (1. FC Magdeburg) Roland Hammer (Chemie Böhlen)          | Frank Sorge (FC Karl-Marx-Stadt) Jürgen Uteß (FC Hansa Rostock) Gunter Sekora (1. FC Lokomotive Leipzig) Reinhard Hauptmann (Stahl Riesa)                                           |
| Abwehrspieler | Artur Ullrich (BFC Dynamo)                  | Lothar Kurbjuweit (FC Carl Zeiss Jena) Gerald Cramer (1. FC Magdeburg) Gerd Schuth (FC Vorwärts Frankfurt) Rainer Wolf (Chemie Böhlen)             | - |
| Abwehrspieler | Konrad Weise (FC Carl Zeiss Jena)           | Rainer Troppa (BFC Dynamo) Siegmund Mewes (1. FC Magdeburg) Thomas Dennstedt (1. FC Lokomotive Leipzig) Frank Uhlig (FC Karl-Marx-Stadt)           | Udo Schmuck (Dynamo Dresden) Peter Keller (Sachsenring Zwickau) |
| Abwehrspieler | Michael Noack (BFC Dynamo)                  | Dieter Strozniak (HFC Chemie) Detlef Raugust (1. FC Magdeburg) Ralph Probst (FC Vorwärts Frankfurt) Wolfgang Schilling (FC Carl Zeiss Jena)        | - |
| Mittelfeld    | Reinhard Häfner (Dynamo Dresden)            | Matthias Liebers (1. FC Lokomotive Leipzig) Michael Mischinger (FC Hansa Rostock) Martin Iffarth (FC Rot-Weiß Erfurt) Hartmut Meinert (HFC Chemie) | Holger Erler (BSG Wismut Aue) Gerhard Hoppe (FC Carl Zeiss Jena) |
| Mittelfeld    | Jürgen Pommerenke (1. FC Magdeburg)         | Frank Terletzki (BFC Dynamo) Andreas Roth (1. FC Lokomotive Leipzig) Hans-Uwe Pilz (Sachsenring Zwickau) Frieder Andrich (FC Vorwärts Frankfurt)   | Axel Schulz (FC Hansa Rostock) Andreas Krause (FC Carl Zeiss Jena) |
| Mittelfeld    | Wolfgang Steinbach (1. FC Magdeburg)        | Lutz Lindemann (FC Carl Zeiss Jena) Wolfgang Schmidt (HFC Chemie) Jürgen Escher (BSG Wismut Aue) Olaf Seier (BFC Dynamo)                           | Juri Schlünz (FC Hansa Rostock) Andreas Trautmann (Dynamo Dresden) Gerd-Rainer Stephan (Sachsenring Zwickau)                                                                        |
| Angriff       | Martin Hoffmann (1. FC Magdeburg)           | Eberhard Vogel (FC Carl Zeiss Jena) Wolf-Rüdiger Netz (BFC Dynamo) Bernd Hubert (Chemie Böhlen) Werner Peter (HFC Chemie)                          | Hans-Jürgen Kinne (1. FC Lokomotive Leipzig) |
| Angriff       | Joachim Streich (1. FC Magdeburg)           | Dieter Kühn (1. FC Lokomotive Leipzig) Rainer Jarohs (FC Hansa Rostock) Klaus Havenstein (Chemie Böhlen) Ralph Conrad (FC Vorwärts Frankfurt)      | Frank Pastor (HFC Chemie) |
| Angriff       | Bernd Schulz (BFC Dynamo)                   | Gert Heidler (Dynamo Dresden) Volker Großmann (1. FC Lokomotive Leipzig) Lutz Otto (FC Vorwärts Frankfurt) Jürgen Bähringer (FC Karl-Marx-Stadt)   | - |

## Sommer 1981
Veröffentlicht in der fuwo (Ausgabe 27/1981) vor Beginn der Saison 1981/82. Die Rangliste bewertet die Oberligaspiele der Saison 1980/81.
| Position      | Elf des Jahres                              | 55-Bestenliste | Im Gespräch                                                                     |
| ------------- | ------------------------------------------- | --- | ------------------------------------------------------------------------------- |
| Torhüter      | Hans-Ulrich Grapenthin (FC Carl Zeiss Jena) | Bodo Rudwaleit (BFC Dynamo) Jürgen Croy (Sachsenring Zwickau) Wolfgang Benkert (FC Rot-Weiß Erfurt) Ulrich Ebert (BSG Wismut Aue)             | Eckhard Kreutzer (FC Vorwärts Frankfurt) René Müller (1. FC Lokomotive Leipzig) |
| Libero        | Rüdiger Schnuphase (FC Carl Zeiss Jena)     | Hans-Jürgen Dörner (Dynamo Dresden) Norbert Trieloff (BFC Dynamo) Dirk Stahmann (1. FC Magdeburg) Lothar Hause (FC Vorwärts Frankfurt)        | Bernd Nemetschek (FC Rot-Weiß Erfurt)                                           |
| Abwehrspieler | Artur Ullrich (BFC Dynamo)                  | Lothar Kurbjuweit (FC Carl Zeiss Jena) Gerald Cramer (1. FC Magdeburg) Frank Geyer (FC Vorwärts Frankfurt) Wolfgang Körner (BSG Wismut Aue)   | Wolfgang Schilling (FC Carl Zeiss Jena) Jürgen Schliebe (HFC Chemie)            |
| Abwehrspieler | Thomas Dennstedt (1. FC Lokomotive Leipzig) | Rainer Troppa (BFC Dynamo) Konrad Weise (FC Carl Zeiss Jena) Udo Schmuck (Dynamo Dresden) Siegmund Mewes (1. FC Magdeburg)                    | Jürgen Uteß (FC Hansa Rostock)                                                  |
| Abwehrspieler | Dieter Strozniak (HFC Chemie)               | Ralph Probst (FC Vorwärts Frankfurt) Michael Noack (BFC Dynamo) Gerd Kische (FC Hansa Rostock) Detlef Raugust (1. FC Magdeburg)               | Frank Uhlig (FC Karl-Marx-Stadt) Gert Brauer (FC Carl Zeiss Jena)               |
| Mittelfeld    | Reinhard Häfner (Dynamo Dresden)            | Hartmut Meinert (HFC Chemie) Holger Erler (BSG Wismut Aue) André Jarmuszkiewicz (FC Vorwärts Frankfurt) Michael Mischinger (FC Hansa Rostock) | -                                                                               |
| Mittelfeld    | Frank Terletzki (BFC Dynamo)                | Jürgen Pommerenke (1. FC Magdeburg) Hans-Uwe Pilz (Sachsenring Zwickau) Wolfgang Schmidt (HFC Chemie) Andreas Roth (1. FC Lokomotive Leipzig) | Andreas Krause (FC Carl Zeiss Jena) Axel Schulz (FC Hansa Rostock)              |
| Mittelfeld    | Matthias Liebers (1. FC Lokomotive Leipzig) | Wolfgang Steinbach (1. FC Magdeburg) Jürgen Escher (BSG Wismut Aue) Juri Schlünz (FC Hansa Rostock) Lutz Lindemann (FC Carl Zeiss Jena)       | Burkhard Pingel (HFC Chemie) Olaf Seier (BFC Dynamo)                            |
| Angriff       | Wolf-Rüdiger Netz (BFC Dynamo)              | Eberhard Vogel (FC Carl Zeiss Jena) Martin Hoffmann (1. FC Magdeburg) Bernd Hubert (Chemie Böhlen)                                            | -                                                                               |
| Angriff       | Joachim Streich (1. FC Magdeburg)           | Rainer Jarohs (FC Hansa Rostock) Jürgen Heun (FC Rot-Weiß Erfurt) Klaus Havenstein (Chemie Böhlen) Ralph Conrad (FC Vorwärts Frankfurt)       | Bernd Schulz (BFC Dynamo)                                                       |
| Angriff       | Volker Großmann (1. FC Lokomotive Leipzig)  | - | -                                                                               |

## Winter 1981
Veröffentlicht in der fuwo (Ausgabe 2/1982) in der Winterpause der Saison 1981/82. Die Rangliste bewertet die Oberligaspiele der Hinrunde der Saison 1981/82.
| Position      | Elf des Jahres                              | 55-Bestenliste | Im Gespräch |
| ------------- | ------------------------------------------- | --- | --- |
| Torhüter      | Bodo Rudwaleit (BFC Dynamo)                 | Hans-Ulrich Grapenthin (FC Carl Zeiss Jena) Wolfgang Benkert (FC Rot-Weiß Erfurt) Ulrich Ebert (BSG Wismut Aue) René Müller (1. FC Lokomotive Leipzig) | Bernd Jakubowski (Dynamo Dresden) Dirk Heyne (1. FC Magdeburg) Karl-Heinz Wienhold (FC Vorwärts Frankfurt)                               |
| Libero        | Hans-Jürgen Dörner (Dynamo Dresden)         | Rüdiger Schnuphase (FC Carl Zeiss Jena) Norbert Trieloff (BFC Dynamo) Frank Baum (1. FC Lokomotive Leipzig) Wolfgang Schmidt (HFC Chemie)              | Dirk Stahmann (1. FC Magdeburg) Lothar Hause (FC Vorwärts Frankfurt) Volker Schmidt (BSG Wismut Aue) Carsten Sänger (FC Rot-Weiß Erfurt) |
| Abwehrspieler | Uwe Zötzsche (1. FC Lokomotive Leipzig)     | Artur Ullrich (BFC Dynamo) Jürgen Köberlein (BSG Wismut Aue) Hans-Joachim Teich (FC Rot-Weiß Erfurt) Wolfgang Schilling (FC Carl Zeiss Jena)           | - |
| Abwehrspieler | Rainer Troppa (BFC Dynamo)                  | Thomas Dennstedt (1. FC Lokomotive Leipzig) Konrad Weise (FC Carl Zeiss Jena) Udo Schmuck (Dynamo Dresden) Klaus Goldbach (FC Rot-Weiß Erfurt)         | - |
| Abwehrspieler | Frank Uhlig (FC Karl-Marx-Stadt)            | Dieter Strozniak (HFC Chemie) Ralph Probst (FC Vorwärts Frankfurt) Dieter Göpel (FC Rot-Weiß Erfurt) Detlef Raugust (1. FC Magdeburg)                  | - |
| Mittelfeld    | Matthias Liebers (1. FC Lokomotive Leipzig) | Wolfgang Steinbach (1. FC Magdeburg) Lothar Kurbjuweit (FC Carl Zeiss Jena) Joachim Müller (FC Karl-Marx-Stadt) Josef Vlay (FC Rot-Weiß Erfurt)        | Ralph Lempke (Energie Cottbus) Andreas Trautmann (Dynamo Dresden)                                                                        |
| Mittelfeld    | Frank Terletzki (BFC Dynamo)                | Jürgen Pommerenke (1. FC Magdeburg) Axel Schulz (FC Hansa Rostock) Hans-Uwe Pilz (Sachsenring Zwickau) Holger Erler (BSG Wismut Aue)                   | Gerhard Hoppe (FC Carl Zeiss Jena) Hartmut Schade (Dynamo Dresden) Burkhard Pingel (HFC Chemie)                                          |
| Mittelfeld    | Martin Iffarth (FC Rot-Weiß Erfurt)         | Michael Mischinger (FC Hansa Rostock) Andreas Krause (FC Carl Zeiss Jena) Andreas Müller (FC Karl-Marx-Stadt) Roland Nowotny (Chemie Buna Schkopau)    | - |
| Angriff       | Martin Busse (FC Rot-Weiß Erfurt)           | Jürgen Escher (BSG Wismut Aue) Wolf-Rüdiger Netz (BFC Dynamo)                                                                                          | - |
| Angriff       | Jürgen Heun (FC Rot-Weiß Erfurt)            | Joachim Streich (1. FC Magdeburg) Rainer Jarohs (FC Hansa Rostock) Jürgen Raab (FC Carl Zeiss Jena) Harald Mothes (BSG Wismut Aue)                     | - |
| Angriff       | Andreas Bielau (FC Carl Zeiss Jena)         | Armin Romstedt (FC Rot-Weiß Erfurt) Hans-Jürgen Riediger (BFC Dynamo) Gert Heidler (Dynamo Dresden)                                                    | - |

## Sommer 1982
Veröffentlicht in der fuwo (Ausgabe 30/1982) vor Beginn der Saison 1982/83. Die Rangliste bewertet die Oberligaspiele der Saison 1981/82.
| Position      | Elf des Jahres                              | 55-Bestenliste | Im Gespräch |
| ------------- | ------------------------------------------- | --- | --- |
| Torhüter      | Bodo Rudwaleit (BFC Dynamo)                 | Hans-Ulrich Grapenthin (FC Carl Zeiss Jena) Dirk Heyne (1. FC Magdeburg) Dieter Schneider (FC Hansa Rostock) Ulrich Ebert (BSG Wismut Aue)            | Bernd Jakubowski (Dynamo Dresden) René Müller (1. FC Lokomotive Leipzig) Andreas Wendt (Energie Cottbus)                                 |
| Libero        | Rüdiger Schnuphase (FC Carl Zeiss Jena)     | Dirk Stahmann (1. FC Magdeburg) Hans-Jürgen Dörner (Dynamo Dresden) Norbert Trieloff (BFC Dynamo) Frank Baum (1. FC Lokomotive Leipzig)               | Jürgen Bähringer (FC Karl-Marx-Stadt) Lothar Hause (FC Vorwärts Frankfurt) Wolfgang Schmidt (HFC Chemie) Volker Schmidt (BSG Wismut Aue) |
| Abwehrspieler | Artur Ullrich (BFC Dynamo)                  | Uwe Zötzsche (1. FC Lokomotive Leipzig) Jürgen Köberlein (BSG Wismut Aue) Wolfgang Schilling (FC Carl Zeiss Jena) Gerd Schuth (FC Vorwärts Frankfurt) | Detlef Schößler (1. FC Magdeburg) |
| Abwehrspieler | Rainer Troppa (BFC Dynamo)                  | Thomas Dennstedt (1. FC Lokomotive Leipzig) Frank Uhlig (FC Karl-Marx-Stadt) Konrad Weise (FC Carl Zeiss Jena) Siegmund Mewes (1. FC Magdeburg)       | - |
| Abwehrspieler | Michael Noack (BFC Dynamo)                  | Ralph Probst (FC Vorwärts Frankfurt) Frank Schuster (Dynamo Dresden) Dieter Strozniak (HFC Chemie) Carsten Sänger (FC Rot-Weiß Erfurt)                | Matthias Birner (FC Karl-Marx-Stadt) Bernd Arnholdt (FC Hansa Rostock) Ralf Kraft (BSG Wismut Aue)                                       |
| Mittelfeld    | Matthias Liebers (1. FC Lokomotive Leipzig) | Joachim Müller (FC Karl-Marx-Stadt) Lothar Kurbjuweit (FC Carl Zeiss Jena) Wolfgang Steinbach (1. FC Magdeburg) Christian Backs (BFC Dynamo)          | Juri Schlünz (FC Hansa Rostock) Josef Vlay (FC Rot-Weiß Erfurt)                                                                          |
| Mittelfeld    | Frank Terletzki (BFC Dynamo)                | Michael Mischinger (FC Hansa Rostock) Andreas Müller (FC Karl-Marx-Stadt) Martin Iffarth (FC Rot-Weiß Erfurt) Ralph Lempke (Energie Cottbus)          | - |
| Mittelfeld    | Jürgen Pommerenke (1. FC Magdeburg)         | Lutz Moldt (1. FC Lokomotive Leipzig) Axel Schulz (FC Hansa Rostock) Hans-Uwe Pilz (Dynamo Dresden) Frieder Andrich (FC Vorwärts Frankfurt)           | Ulrich Oevermann (FC Carl Zeiss Jena) |
| Angriff       | Jürgen Escher (BSG Wismut Aue)              | Martin Busse (FC Rot-Weiß Erfurt) Wolf-Rüdiger Netz (BFC Dynamo)                                                                                      | - |
| Angriff       | Rainer Jarohs (FC Hansa Rostock)            | Jürgen Heun (FC Rot-Weiß Erfurt) Joachim Streich (1. FC Magdeburg) Harald Mothes (BSG Wismut Aue) Ralf Minge (Dynamo Dresden)                         | Jürgen Raab (FC Carl Zeiss Jena) Ralf Sträßer (BFC Dynamo) Rainer Pietsch (FC Vorwärts Frankfurt)                                        |
| Angriff       | Armin Romstedt (FC Rot-Weiß Erfurt)         | Hans-Jürgen Riediger (BFC Dynamo) | - |

## Winter 1982
Veröffentlicht in der fuwo (Ausgabe 2/1983) in der Winterpause der Saison 1982/83. Die Rangliste bewertet die Oberligaspiele der Hinrunde der Saison 1982/83.
| Position      | Elf des Jahres                              | 55-Bestenliste | Im Gespräch |
| ------------- | ------------------------------------------- | --- | --- |
| Torhüter      | Bodo Rudwaleit (BFC Dynamo)                 | Wolfgang Benkert (FC Rot-Weiß Erfurt) René Müller (1. FC Lokomotive Leipzig) Wolfgang Matthies (1. FC Union Berlin) Hans-Ulrich Grapenthin (FC Carl Zeiss Jena) | Dirk Heyne (1. FC Magdeburg) Dieter Schneider (FC Hansa Rostock) Bernd Jakubowski (Dynamo Dresden) Wolfgang Krahnke (FC Karl-Marx-Stadt) Thomas Alscher (Sachsenring Zwickau) |
| Libero        | Rüdiger Schnuphase (FC Carl Zeiss Jena)     | Hans-Jürgen Dörner (Dynamo Dresden) Norbert Trieloff (BFC Dynamo) Dirk Stahmann (1. FC Magdeburg) Lothar Hause (FC Vorwärts Frankfurt)                          | Jürgen Uteß (FC Hansa Rostock) Jürgen Bähringer (FC Karl-Marx-Stadt) Klaus Havenstein (Chemie Böhlen)                                                                         |
| Abwehrspieler | Uwe Zötzsche (1. FC Lokomotive Leipzig)     | Artur Ullrich (BFC Dynamo) Carsten Sänger (FC Rot-Weiß Erfurt) Klaus Decker (1. FC Magdeburg) Jürgen Köberlein (BSG Wismut Aue)                                 | Norbert Littmann (FC Hansa Rostock) Dirk Koenen (1. FC Union Berlin) |
| Abwehrspieler | Rainer Troppa (BFC Dynamo)                  | Andreas Trautmann (Dynamo Dresden) Thomas Dennstedt (1. FC Lokomotive Leipzig) Lutz Hendel (1. FC Union Berlin) Siegmund Mewes (1. FC Magdeburg)                | Frank Uhlig (FC Karl-Marx-Stadt) Heiko Peschke (HFC Chemie) |
| Abwehrspieler | Ronald Kreer (1. FC Lokomotive Leipzig)     | Detlef Schößler (1. FC Magdeburg) Dieter Strozniak (HFC Chemie) Michael Noack (BFC Dynamo) Dieter Göpel (FC Rot-Weiß Erfurt)                                    | Frank Schuster (Dynamo Dresden) Waldemar Ksienzyk (1. FC Union Berlin) |
| Mittelfeld    | Joachim Müller (FC Karl-Marx-Stadt)         | Frank Terletzki (BFC Dynamo) Michael Mischinger (FC Hansa Rostock) Lutz Moldt (1. FC Lokomotive Leipzig) Holger Erler (BSG Wismut Aue)                          | André Jarmuszkiewicz (FC Vorwärts Frankfurt) Bernd Quade (1. FC Union Berlin)                                                                                                 |
| Mittelfeld    | Juri Schlünz (FC Hansa Rostock)             | Jürgen Pommerenke (1. FC Magdeburg) Frank Rohde (BFC Dynamo) Hans-Uwe Pilz (Dynamo Dresden) Frieder Andrich (FC Vorwärts Frankfurt)                             | Wolfgang Altmann (1. FC Lokomotive Leipzig) Rainer Rohde (1. FC Union Berlin)                                                                                                 |
| Mittelfeld    | Matthias Liebers (1. FC Lokomotive Leipzig) | Wolfgang Steinbach (1. FC Magdeburg) Andreas Winter (FC Rot-Weiß Erfurt) Lothar Kurbjuweit (FC Carl Zeiss Jena) Andreas Müller (FC Karl-Marx-Stadt)             | Axel Schulz (FC Hansa Rostock) Christian Backs (BFC Dynamo) |
| Angriff       | Dieter Kühn (1. FC Lokomotive Leipzig)      | Jürgen Escher (BSG Wismut Aue) Matthias Döschner (Dynamo Dresden) Stefan Persigehl (FC Karl-Marx-Stadt)                                                         | - |
| Angriff       | Jürgen Heun (FC Rot-Weiß Erfurt)            | Joachim Streich (1. FC Magdeburg) Ralf Minge (Dynamo Dresden) Jürgen Raab (FC Carl Zeiss Jena) Rainer Jarohs (FC Hansa Rostock)                                 | Harald Mothes (BSG Wismut Aue) |
| Angriff       | Hans-Jürgen Riediger (BFC Dynamo)           | Bernd Wunderlich (FC Vorwärts Frankfurt) Hans Richter (FC Karl-Marx-Stadt)                                                                                      | - |

## Sommer 1983
Veröffentlicht in der fuwo (Ausgabe 32/1983) vor Beginn der Saison 1983/84. Die Rangliste bewertet die Oberligaspiele der Saison 1982/83.
| Position      | Elf des Jahres                           | 55-Bestenliste | Im Gespräch |
| ------------- | ---------------------------------------- | --- | --- |
| Torhüter      | Bodo Rudwaleit (BFC Dynamo)              | René Müller (1. FC Lokomotive Leipzig) Hans-Ulrich Grapenthin (FC Carl Zeiss Jena) Karl-Heinz Wienhold (FC Vorwärts Frankfurt) Dieter Schneider (FC Hansa Rostock) | Dirk Heyne (1. FC Magdeburg) Wolfgang Krahnke (FC Karl-Marx-Stadt) Wolfgang Matthies (1. FC Union Berlin) Michael Walther (HFC Chemie) |
| Libero        | Rüdiger Schnuphase (FC Carl Zeiss Jena)  | Dirk Stahmann (1. FC Magdeburg) Norbert Trieloff (BFC Dynamo) Frieder Andrich (FC Vorwärts Frankfurt) Frank Baum (1. FC Lokomotive Leipzig)                        | Jürgen Bähringer (FC Karl-Marx-Stadt) Jürgen Uteß (FC Hansa Rostock) Volker Schmidt (BSG Wismut Aue) Lutz Hendel (1. FC Union Berlin)  |
| Abwehrspieler | Uwe Zötzsche (1. FC Lokomotive Leipzig)  | Artur Ullrich (BFC Dynamo) Jürgen Köberlein (BSG Wismut Aue) Norbert Littmann (FC Hansa Rostock)                                                                   | Ralph Probst (FC Vorwärts Frankfurt) Klaus Decker (1. FC Magdeburg)*                                                                   |
| Abwehrspieler | Rainer Troppa (BFC Dynamo)               | Andreas Trautmann (Dynamo Dresden) Thomas Dennstedt (1. FC Lokomotive Leipzig) Siegmund Mewes (1. FC Magdeburg) Heiko Peschke (HFC Chemie)                         | Frank Uhlig (FC Karl-Marx-Stadt) Gerhard Hoppe (FC Carl Zeiss Jena) Klaus Goldbach (FC Rot-Weiß Erfurt)                                |
| Abwehrspieler | Ronald Kreer (1. FC Lokomotive Leipzig)  | Detlef Schößler (1. FC Magdeburg) Dieter Strozniak (HFC Chemie) Michael Noack (BFC Dynamo) Carsten Sänger (FC Rot-Weiß Erfurt)                                     | Waldemar Ksienzyk (1. FC Union Berlin)                                                                                                 |
| Mittelfeld    | Juri Schlünz (FC Hansa Rostock)          | Joachim Müller (FC Karl-Marx-Stadt) Christian Backs (BFC Dynamo) Matthias Liebers (1. FC Lokomotive Leipzig) Wolfgang Steinbach (1. FC Magdeburg)                  | Bernd Quade (1. FC Union Berlin) |
| Mittelfeld    | Rainer Ernst (BFC Dynamo)                | Jürgen Pommerenke (1. FC Magdeburg) Frank Rohde (BFC Dynamo) Holger Erler (BSG Wismut Aue) Andreas Müller (FC Karl-Marx-Stadt)                                     | Axel Schulz (FC Hansa Rostock) |
| Mittelfeld    | Hans-Uwe Pilz (Dynamo Dresden)           | Frank Terletzki (BFC Dynamo) André Jarmuszkiewicz (FC Vorwärts Frankfurt) Andreas Winter (FC Rot-Weiß Erfurt) Lutz Moldt (1. FC Lokomotive Leipzig)                | Michael Mischinger (FC Hansa Rostock)                                                                                                  |
| Angriff       | Martin Busse (FC Rot-Weiß Erfurt)        | Matthias Döschner (Dynamo Dresden) Jürgen Escher (BSG Wismut Aue)                                                                                                  | - |
| Angriff       | Joachim Streich (1. FC Magdeburg)        | Ralf Minge (Dynamo Dresden) Jürgen Heun (FC Rot-Weiß Erfurt) Jürgen Raab (FC Carl Zeiss Jena) Harald Mothes (BSG Wismut Aue)                                       | - |
| Angriff       | Bernd Wunderlich (FC Vorwärts Frankfurt) | - | - |

- Die ursprüngliche Einstufung des Magdeburger Abwehrspielers Klaus Decker wurde in der folgenden Ausgabe 33/1983 der fuwo korrigiert. Er habe die nötigen Kriterien für eine Aufnahme in die Bestenliste nicht erfüllt.

## Winter 1983
Veröffentlicht in der fuwo (Ausgabe 5/1984) in der Winterpause der Saison 1983/84. Die Rangliste bewertet die Oberligaspiele der Hinrunde der Saison 1983/84.
| Position      | Elf des Jahres                          | 55-Bestenliste | Im Gespräch                                                                |
| ------------- | --------------------------------------- | --- | -------------------------------------------------------------------------- |
| Torhüter      | Bodo Rudwaleit (BFC Dynamo)             | Claus Boden (Stahl Riesa) René Müller (1. FC Lokomotive Leipzig) Hans-Ulrich Grapenthin (FC Carl Zeiss Jena) Dirk Heyne (1. FC Magdeburg)                  | Bernd Jakubowski (Dynamo Dresden) Jörg Weißflog (BSG Wismut Aue)           |
| Libero        | Dirk Stahmann (1. FC Magdeburg)         | Hans-Jürgen Dörner (Dynamo Dresden) Frank Rohde (BFC Dynamo) Jürgen Bähringer (FC Karl-Marx-Stadt)                                                         | Wolfgang Altmann (1. FC Lokomotive Leipzig) Jürgen Uteß (FC Hansa Rostock) |
| Abwehrspieler | Uwe Zötzsche (1. FC Lokomotive Leipzig) | Ingolf Pfahl (Stahl Riesa) Gerald Cramer (1. FC Magdeburg) Claus Schwemmer (FC Karl-Marx-Stadt) Frank Geyer (FC Vorwärts Frankfurt)                        | Jürgen Schliebe (HFC Chemie)                                               |
| Abwehrspieler | Rainer Troppa (BFC Dynamo)              | Siegmund Mewes (1. FC Magdeburg) Frank Uhlig (FC Karl-Marx-Stadt) Carsten Sänger (FC Rot-Weiß Erfurt) Volker Schmidt (BSG Wismut Aue)                      | Hans-Jörg Hildebrandt (FC Vorwärts Frankfurt) Henry Vetters (Stahl Riesa)  |
| Abwehrspieler | Ronald Kreer (1. FC Lokomotive Leipzig) | Andreas Trautmann (Dynamo Dresden) Frank Kräuter (FC Rot-Weiß Erfurt) Ralph Probst (FC Vorwärts Frankfurt) Ralf Kraft (BSG Wismut Aue)                     | Norbert Littmann (FC Hansa Rostock)                                        |
| Mittelfeld    | Wolfgang Steinbach (1. FC Magdeburg)    | Matthias Liebers (1. FC Lokomotive Leipzig) Axel Schulz (FC Hansa Rostock) Hartmut Schade (Dynamo Dresden) Olaf Seier (1. FC Union Berlin)                 | -                                                                          |
| Mittelfeld    | Christian Backs (BFC Dynamo)            | Holger Erler (BSG Wismut Aue) Mario Neuhäuser (FC Karl-Marx-Stadt) Jörg Hornik (FC Rot-Weiß Erfurt) Frank Illge (Chemie Leipzig)                           | -                                                                          |
| Mittelfeld    | Hans-Uwe Pilz (Dynamo Dresden)          | Lutz Moldt (1. FC Lokomotive Leipzig) Jürgen Pommerenke (1. FC Magdeburg) Andreas Müller (FC Karl-Marx-Stadt) André Jarmuszkiewicz (FC Vorwärts Frankfurt) | -                                                                          |
| Mittelfeld    | Jürgen Raab (FC Carl Zeiss Jena)        | Frank Terletzki (BFC Dynamo) Joachim Müller (FC Karl-Marx-Stadt) Fred Mecke (Stahl Riesa) Jörg Stübner (Dynamo Dresden)                                    | -                                                                          |
| Angriff       | Rainer Ernst (BFC Dynamo)               | Ralf Minge (Dynamo Dresden) Damian Halata (1. FC Magdeburg) Bernd Wunderlich (FC Vorwärts Frankfurt) Armin Romstedt (FC Rot-Weiß Erfurt)                   | Dietmar Jentzsch (Stahl Riesa)                                             |
| Angriff       | Joachim Streich (1. FC Magdeburg)       | Harald Mothes (BSG Wismut Aue) Frank Pastor (HFC Chemie) Torsten Gütschow (Dynamo Dresden) Jürgen Escher (BSG Wismut Aue)                                  | Hans-Jörg Leitzke (Chemie Leipzig)                                         |

## Sommer 1984
Veröffentlicht in der fuwo (Ausgabe 29/1984) vor Beginn der Saison 1984/85. Die Rangliste bewertet die Oberligaspiele der Saison 1983/84.
| Position      | Elf des Jahres                          | 55-Bestenliste | Im Gespräch                                                                                                |
| ------------- | --------------------------------------- | --- | --- |
| Torhüter      | René Müller (1. FC Lokomotive Leipzig)  | Jörg Weißflog (BSG Wismut Aue) Bodo Rudwaleit (BFC Dynamo) Hans-Ulrich Grapenthin (FC Carl Zeiss Jena) Bernd Jakubowski (Dynamo Dresden)            | Claus Boden (Stahl Riesa) Karl-Heinz Wienhold (FC Vorwärts Frankfurt) Jörg Saumsiegel (Chemie Leipzig)     |
| Libero        | Hans-Jürgen Dörner (Dynamo Dresden)     | Dirk Stahmann (1. FC Magdeburg) Rüdiger Schnuphase (FC Carl Zeiss Jena) Jürgen Bähringer (FC Karl-Marx-Stadt) Norbert Trieloff (BFC Dynamo)         | Jürgen Uteß (FC Hansa Rostock) Wolfgang Altmann (1. FC Lokomotive Leipzig) Volker Schmidt (BSG Wismut Aue) |
| Abwehrspieler | Uwe Zötzsche (1. FC Lokomotive Leipzig) | Detlef Schößler (1. FC Magdeburg) Frank Schuster (Dynamo Dresden) Bernhard Konik (BSG Wismut Aue) Norbert Littmann (FC Hansa Rostock)               | - |
| Abwehrspieler | Rainer Troppa (BFC Dynamo)              | Carsten Sänger (FC Rot-Weiß Erfurt) Siegmund Mewes (1. FC Magdeburg) Frank Uhlig (FC Karl-Marx-Stadt) Hans-Jörg Hildebrandt (FC Vorwärts Frankfurt) | Stephan Fritzsche (Chemie Leipzig) Gernot Alms (FC Hansa Rostock) Dirk Koenen (1. FC Union Berlin)         |
| Abwehrspieler | Ronald Kreer (1. FC Lokomotive Leipzig) | Andreas Trautmann (Dynamo Dresden) Ralph Probst (FC Vorwärts Frankfurt) Waldemar Ksienzyk (1. FC Union Berlin) Ingolf Pfahl (Stahl Riesa)           | Gerald Cramer (1. FC Magdeburg)                                                                            |
| Mittelfeld    | Wolfgang Steinbach (1. FC Magdeburg)    | Matthias Liebers (1. FC Lokomotive Leipzig) Olaf Seier (1. FC Union Berlin) Jörg Stübner (Dynamo Dresden) Bernd Schulz (BFC Dynamo)                 | Jörg Hornik (FC Rot-Weiß Erfurt)                                                                           |
| Mittelfeld    | Christian Backs (BFC Dynamo)            | Holger Erler (BSG Wismut Aue) Juri Schlünz (FC Hansa Rostock) Mario Neuhäuser (FC Karl-Marx-Stadt) Frank Illge (Chemie Leipzig)                     | - |
| Mittelfeld    | Lutz Moldt (1. FC Lokomotive Leipzig)   | Frank Rohde (BFC Dynamo) Hans-Uwe Pilz (Dynamo Dresden) Steffen Krauß (BSG Wismut Aue) Lutz Hendel (1. FC Union Berlin)                             | Andreas Müller (FC Karl-Marx-Stadt)                                                                        |
| Mittelfeld    | Jürgen Raab (FC Carl Zeiss Jena)        | Frank Terletzki (BFC Dynamo) Joachim Müller (FC Karl-Marx-Stadt) Axel Schulz (FC Hansa Rostock) André Jarmuszkiewicz (FC Vorwärts Frankfurt)        | - |
| Angriff       | Ralf Minge (Dynamo Dresden)             | Joachim Streich (1. FC Magdeburg) Stefan Persigehl (FC Karl-Marx-Stadt) Dieter Kühn (1. FC Lokomotive Leipzig) Hans-Jörg Leitzke (Chemie Leipzig)   | Frank Pastor (HFC Chemie)                                                                                  |
| Angriff       | Rainer Ernst (BFC Dynamo)               | Harald Mothes (BSG Wismut Aue) Damian Halata (1. FC Magdeburg) Rainer Jarohs (FC Hansa Rostock) Bernd Wunderlich (FC Vorwärts Frankfurt)            | Armin Romstedt (FC Rot-Weiß Erfurt) Jens Pfahl (Stahl Riesa)                                               |

## Winter 1984
Veröffentlicht in der fuwo (Ausgabe 3/1985) in der Winterpause der Saison 1984/85. Die Rangliste bewertet die Oberligaspiele der Hinrunde der Saison 1984/85.
| Position      | Elf des Jahres                              | 55-Bestenliste | Im Gespräch |
| ------------- | ------------------------------------------- | --- | --- |
| Torhüter      | René Müller (1. FC Lokomotive Leipzig)      | Jörg Weißflog (BSG Wismut Aue) Bodo Rudwaleit (BFC Dynamo) Bernd Jakubowski (Dynamo Dresden) Karl-Heinz Wienhold (FC Vorwärts Frankfurt)             | Wolfgang Matthies (1. FC Magdeburg) Claus Boden (Stahl Riesa) Wolfgang Benkert (FC Rot-Weiß Erfurt) Jörg Saumsiegel (Chemie Leipzig) |
| Libero        | Hans-Jürgen Dörner (Dynamo Dresden)         | Dirk Stahmann (1. FC Magdeburg) Frank Rohde (BFC Dynamo) Frank Baum (1. FC Lokomotive Leipzig) Volker Schmidt (BSG Wismut Aue)                       | Jürgen Bähringer (FC Karl-Marx-Stadt) Christoph Ringk (Stahl Brandenburg) Jürgen Uteß (FC Hansa Rostock)                             |
| Abwehrspieler | Matthias Döschner (Dynamo Dresden)          | Uwe Zötzsche (1. FC Lokomotive Leipzig) Bernhard Konik (BSG Wismut Aue) Winfried Kräuter (Stahl Brandenburg) Martin Hoffmann (1. FC Magdeburg)       | Ingolf Pfahl (Stahl Riesa) Hans-Jürgen Kinne (Chemie Leipzig) Norbert Littmann (FC Hansa Rostock)                                    |
| Abwehrspieler | Rainer Troppa (BFC Dynamo)                  | Andreas Trautmann (Dynamo Dresden) Hans-Jörg Hildebrandt (FC Vorwärts Frankfurt) Siegmund Mewes (1. FC Magdeburg) Heiko Peschke (FC Carl Zeiss Jena) | - |
| Abwehrspieler | Ronald Kreer (1. FC Lokomotive Leipzig)     | Ralf Kraft (BSG Wismut Aue) Waldemar Ksienzyk (BFC Dynamo) Roland Rüster (Stahl Riesa) Andreas Treske (1. FC Lokomotive Leipzig)                     | - |
| Mittelfeld    | Jörg Stübner (Dynamo Dresden)               | Axel Schulz (FC Hansa Rostock) Jürgen Raab (FC Carl Zeiss Jena) André Jarmuszkiewicz (FC Vorwärts Frankfurt) Joachim Müller (FC Karl-Marx-Stadt)     | - |
| Mittelfeld    | Wolfgang Steinbach (1. FC Magdeburg)        | Steffen Krauß (BSG Wismut Aue) Christian Backs (BFC Dynamo) Wolfgang Altmann (1. FC Lokomotive Leipzig) Erhard Mosert (Motor Suhl)                   | - |
| Mittelfeld    | Matthias Liebers (1. FC Lokomotive Leipzig) | Damian Halata (1. FC Magdeburg) Karsten Heine (Stahl Brandenburg) Andreas Krause (FC Carl Zeiss Jena) Norbert Trieloff (BFC Dynamo)                  | Bernd Wunderlich (FC Vorwärts Frankfurt)                                                                                             |
| Mittelfeld    | Holger Erler (BSG Wismut Aue)               | Reinhard Häfner (Dynamo Dresden) Lutz Moldt (1. FC Lokomotive Leipzig) Michael Schulz (Stahl Brandenburg) Stefan Meixner (FC Carl Zeiss Jena)        | Frank Illge (Chemie Leipzig) |
| Angriff       | Andreas Thom (BFC Dynamo)                   | Ralf Minge (Dynamo Dresden) Olaf Marschall (1. FC Lokomotive Leipzig) Joachim Streich (1. FC Magdeburg) Frank Lippmann (Dynamo Dresden)              | Frank Jeske (Stahl Brandenburg) Robert Zimmermann (FC Carl Zeiss Jena)                                                               |
| Angriff       | Rainer Ernst (BFC Dynamo)                   | Harald Mothes (BSG Wismut Aue) Michael Glowatzky (FC Karl-Marx-Stadt) Frank Pastor (BFC Dynamo) Hans Richter (1. FC Lokomotive Leipzig)              | Rainer Jarohs (FC Hansa Rostock) Torsten Gütschow (Dynamo Dresden) Armin Romstedt (FC Rot-Weiß Erfurt)                               |

## Sommer 1985
Veröffentlicht in der fuwo zu Beginn der Saison 1985/86. Die Rangliste bewertet die Oberligaspiele der Saison 1984/85.
| Position      | Elf des Jahres                               | 55-Bestenliste | Im Gespräch |
| ------------- | -------------------------------------------- | --- | ----------- |
| Torhüter      | René Müller (1. FC Lokomotive Leipzig)       | Jörg Weißflog (BSG Wismut Aue) Bernd Jakubowski (Dynamo Dresden) Bodo Rudwaleit (BFC Dynamo) Wolfgang Benkert (FC Rot-Weiß Erfurt)                   | -           |
| Libero        | Hans-Jürgen Dörner (Dynamo Dresden)          | Frank Rohde (BFC Dynamo) Frank Baum (1. FC Lokomotive Leipzig) Dirk Stahmann (1. FC Magdeburg) Volker Schmidt (BSG Wismut Aue)                       | -           |
| Abwehrspieler | Uwe Zötzsche (1. FC Lokomotive Leipzig)      | Martin Hoffmann (1. FC Magdeburg) Winfried Kräuter (Stahl Brandenburg) Mario Maek (BFC Dynamo) Ingolf Pfahl (Stahl Riesa)                            | -           |
| Abwehrspieler | Andreas Trautmann (Dynamo Dresden)           | Siegmund Mewes (1. FC Magdeburg) Hans-Jürgen Kinne (Chemie Leipzig) Heiko Peschke (FC Carl Zeiss Jena) Hans-Jörg Hildebrandt (FC Vorwärts Frankfurt) | -           |
| Abwehrspieler | Ronald Kreer (1. FC Lokomotive Leipzig)      | Roland Rüster (Stahl Riesa) Eckart Märzke (Stahl Brandenburg) Waldemar Ksienzyk (BFC Dynamo) Andreas Treske (1. FC Lokomotive Leipzig)               | -           |
| Mittelfeld    | Wolfgang Steinbach (1. FC Magdeburg)         | Hans-Uwe Pilz (Dynamo Dresden) Christian Backs (BFC Dynamo) Axel Schulz (FC Hansa Rostock) Joachim Müller (FC Karl-Marx-Stadt)                       | -           |
| Mittelfeld    | André Jarmuszkiewicz (FC Vorwärts Frankfurt) | Matthias Liebers (1. FC Lokomotive Leipzig) Holger Erler (BSG Wismut Aue) Andreas Krause (FC Carl Zeiss Jena) Erhard Mosert (Motor Suhl)             | -           |
| Mittelfeld    | Jörg Stübner (Dynamo Dresden)                | Michael Schulz (Stahl Brandenburg) Wolfgang Altmann (1. FC Lokomotive Leipzig) Jürgen Raab (FC Carl Zeiss Jena) Bernd Schulz (BFC Dynamo)            | -           |
| Mittelfeld    | Steffen Krauß (BSG Wismut Aue)               | Reinhard Häfner (Dynamo Dresden) Stefan Meixner (FC Carl Zeiss Jena) Lutz Moldt (1. FC Lokomotive Leipzig) Damian Halata (1. FC Magdeburg)           | -           |
| Angriff       | Andreas Thom (BFC Dynamo)                    | Joachim Streich (1. FC Magdeburg) Uwe Weidemann (FC Rot-Weiß Erfurt) Frank Pastor (BFC Dynamo) Frank Jeske (Stahl Brandenburg)                       | -           |
| Angriff       | Harald Mothes (BSG Wismut Aue)               | Rainer Ernst (BFC Dynamo) Ralf Minge (Dynamo Dresden) Armin Romstedt (FC Rot-Weiß Erfurt) Michael Glowatzky (FC Karl-Marx-Stadt)                     | -           |

## Winter 1985
Veröffentlicht in der fuwo (Ausgabe 2/1986) in der Winterpause der Saison 1985/86. Die Rangliste bewertet die Oberligaspiele der Hinrunde der Saison 1985/86.
| Position      | Elf des Jahres                          | 55-Bestenliste | Im Gespräch                                                                |
| ------------- | --------------------------------------- | --- | -------------------------------------------------------------------------- |
| Torhüter      | René Müller (1. FC Lokomotive Leipzig)  | Jörg Weißflog (BSG Wismut Aue) Dirk Heyne (1. FC Magdeburg) Bodo Rudwaleit (BFC Dynamo) Detlef Zimmer (Stahl Brandenburg)                              | Perry Bräutigam (FC Carl Zeiss Jena) Michael Kompalla (FC Karl-Marx-Stadt) |
| Libero        | Frank Rohde (BFC Dynamo)                | Hans-Jürgen Dörner (Dynamo Dresden) Frank Baum (1. FC Lokomotive Leipzig) Christoph Ringk (Stahl Brandenburg) Dirk Stahmann (1. FC Magdeburg)          | Frank Lieberam (Stahl Riesa)                                               |
| Abwehrspieler | Uwe Zötzsche (1. FC Lokomotive Leipzig) | Udo Fankhänel (FC Karl-Marx-Stadt) Olaf Reinhold (1. FC Union Berlin) Ingolf Pfahl (Stahl Riesa)                                                       | -                                                                          |
| Abwehrspieler | Carsten Sänger (FC Rot-Weiß Erfurt)     | Jens Pahlke (Stahl Brandenburg) Heiko Peschke (FC Carl Zeiss Jena) Bernd Schulz (BFC Dynamo) Andreas Trautmann (Dynamo Dresden)                        | Marcel Babik (Sachsenring Zwickau)                                         |
| Abwehrspieler | Ronald Kreer (1. FC Lokomotive Leipzig) | Detlef Schößler (1. FC Magdeburg) Gert Brauer (FC Carl Zeiss Jena) Waldemar Ksienzyk (BFC Dynamo) Ralph Probst (1. FC Union Berlin)                    | Thomas Laudeley (FC Karl-Marx-Stadt) Frank Kräuter (FC Rot-Weiß Erfurt)    |
| Mittelfeld    | Andreas Thom (BFC Dynamo)               | Juri Schlünz (FC Hansa Rostock) Olaf Seier (1. FC Union Berlin) Rico Steinmann (FC Karl-Marx-Stadt) Josef Vlay (FC Rot-Weiß Erfurt)                    | -                                                                          |
| Mittelfeld    | Jörg Stübner (Dynamo Dresden)           | Jürgen Raab (FC Carl Zeiss Jena) Jürgen Heun (FC Rot-Weiß Erfurt) Joachim Müller (FC Karl-Marx-Stadt) Eberhard Janotta (Stahl Brandenburg)             | Heiko Bonan (1. FC Magdeburg)                                              |
| Mittelfeld    | Michael Schulz (Stahl Brandenburg)      | Matthias Liebers (1. FC Lokomotive Leipzig) Axel Schulz (FC Hansa Rostock) André Jarmuszkiewicz (FC Vorwärts Frankfurt) Steffen Krauß (BSG Wismut Aue) | -                                                                          |
| Mittelfeld    | Hans-Uwe Pilz (Dynamo Dresden)          | Stefan Meixner (FC Carl Zeiss Jena) Peter Jung (FC Rot-Weiß Erfurt) Andreas Lindner (Stahl Brandenburg) Peter Keller (Sachsenring Zwickau)             | Fred Mecke (Stahl Riesa)                                                   |
| Angriff       | Ralf Sträßer (1. FC Union Berlin)       | Martin Busse (FC Rot-Weiß Erfurt) Rainer Jarohs (FC Hansa Rostock) Stefan Persigehl (FC Karl-Marx-Stadt) Harald Mothes (BSG Wismut Aue)                | Stefan Böger (FC Carl Zeiss Jena)                                          |
| Angriff       | Ulf Kirsten (Dynamo Dresden)            | Rainer Ernst (BFC Dynamo) Armin Romstedt (FC Rot-Weiß Erfurt) Michael Glowatzky (FC Karl-Marx-Stadt) Damian Halata (1. FC Magdeburg)                   | Markus Wuckel (1. FC Magdeburg)                                            |

## Sommer 1986
Veröffentlicht in der fuwo (Ausgabe 30/1986) zu Beginn der Saison 1986/87. Die Rangliste bewertet die Oberligaspiele der Saison 1985/86.
| Position      | Elf des Jahres                              | 55-Bestenliste | Im Gespräch                                                                |
| ------------- | ------------------------------------------- | --- | -------------------------------------------------------------------------- |
| Torhüter      | René Müller (1. FC Lokomotive Leipzig)      | Jörg Weißflog (BSG Wismut Aue) Wolfgang Matthies (1. FC Union Berlin) Detlef Zimmer (Stahl Brandenburg) Dirk Heyne (1. FC Magdeburg)                        | Perry Bräutigam (FC Carl Zeiss Jena) Michael Kompalla (FC Karl-Marx-Stadt) |
| Libero        | Frank Rohde (BFC Dynamo)                    | Dirk Stahmann (1. FC Magdeburg) Frank Baum (1. FC Lokomotive Leipzig) Hans-Jürgen Dörner (Dynamo Dresden) Christoph Ringk (Stahl Brandenburg)               | Heiko Peschke (FC Carl Zeiss Jena) Frank Lieberam (Stahl Riesa)            |
| Abwehrspieler | Uwe Zötzsche (1. FC Lokomotive Leipzig)     | Udo Fankhänel (FC Karl-Marx-Stadt) Olaf Reinhold (1. FC Union Berlin) Bernhard Konik (BSG Wismut Aue) Matthias Döschner (Dynamo Dresden)                    | Ingolf Pfahl (Stahl Riesa)                                                 |
| Abwehrspieler | Jens Pahlke (Stahl Brandenburg)             | Carsten Sänger (FC Rot-Weiß Erfurt) Torsten Kracht (1. FC Lokomotive Leipzig) Bernd Schulz (BFC Dynamo) Andreas Langer (Sachsenring Zwickau)                | -                                                                          |
| Abwehrspieler | Ronald Kreer (1. FC Lokomotive Leipzig)     | Detlef Schößler (1. FC Magdeburg) Gert Brauer (FC Carl Zeiss Jena) Waldemar Ksienzyk (BFC Dynamo) Ralph Probst (1. FC Union Berlin)                         | Thomas Laudeley (FC Karl-Marx-Stadt)                                       |
| Mittelfeld    | Andreas Thom (BFC Dynamo)                   | Olaf Seier (1. FC Union Berlin) Rico Steinmann (FC Karl-Marx-Stadt) Juri Schlünz (FC Hansa Rostock) Stefan Böger (FC Carl Zeiss Jena)                       | -                                                                          |
| Mittelfeld    | Jürgen Raab (FC Carl Zeiss Jena)            | Jörg Stübner (Dynamo Dresden) Heiko Bonan (1. FC Magdeburg) Jürgen Heun (FC Rot-Weiß Erfurt) Axel Schulz (FC Hansa Rostock)                                 | -                                                                          |
| Mittelfeld    | Matthias Liebers (1. FC Lokomotive Leipzig) | Michael Schulz (Stahl Brandenburg / BFC Dynamo) André Jarmuszkiewicz (FC Vorwärts Frankfurt) Axel Wittke (1. FC Magdeburg) Reinhard Häfner (Dynamo Dresden) | Steffen Krauß (BSG Wismut Aue)                                             |
| Mittelfeld    | Hans-Uwe Pilz (Dynamo Dresden)              | Eberhard Janotta (Stahl Brandenburg) Damian Halata (1. FC Magdeburg) Stefan Meixner (FC Carl Zeiss Jena) Peter Keller (Sachsenring Zwickau)                 | -                                                                          |
| Angriff       | Ralf Sträßer (1. FC Union Berlin)           | Rainer Ernst (BFC Dynamo) Ralf Minge (Dynamo Dresden) Martin Busse (FC Rot-Weiß Erfurt) Thomas Doll (FC Hansa Rostock)                                      | Stefan Persigehl (FC Karl-Marx-Stadt)                                      |
| Angriff       | Ulf Kirsten (Dynamo Dresden)                | Rainer Jarohs (FC Hansa Rostock) Michael Glowatzky (FC Karl-Marx-Stadt) Armin Romstedt (FC Rot-Weiß Erfurt) Harald Mothes (BSG Wismut Aue)                  | Markus Wuckel (1. FC Magdeburg) Frank Pastor (BFC Dynamo)                  |

## Winter 1986
Veröffentlicht in der fuwo (Ausgabe 2/1987) in der Winterpause der Saison 1986/87. Die Rangliste bewertet die Oberligaspiele der Hinrunde der Saison 1986/87.
| Position      | Elf des Jahres                              | 55-Bestenliste | Im Gespräch                                                                                                |
| ------------- | ------------------------------------------- | --- | --- |
| Torhüter      | René Müller (1. FC Lokomotive Leipzig)      | Jörg Weißflog (BSG Wismut Aue) Dirk Heyne (1. FC Magdeburg) Bodo Rudwaleit (BFC Dynamo) Detlef Zimmer (Stahl Brandenburg)                    | Perry Bräutigam (FC Carl Zeiss Jena) Ronny Teuber (Dynamo Dresden) Rainer Hoffmeister (FC Rot-Weiß Erfurt) |
| Libero        | Dirk Stahmann (1. FC Magdeburg)             | Frank Rohde (BFC Dynamo) Heiko Peschke (FC Carl Zeiss Jena) Jürgen Bähringer (FC Karl-Marx-Stadt) Christoph Ringk (Stahl Brandenburg)        | Wolfgang Döring (FC Rot-Weiß Erfurt) Frank Vogel (Energie Cottbus)                                         |
| Abwehrspieler | Uwe Zötzsche (1. FC Lokomotive Leipzig)     | Matthias Döschner (Dynamo Dresden) Carsten Sänger (FC Rot-Weiß Erfurt) Udo Fankhänel (FC Karl-Marx-Stadt) Bernhard Konik (BSG Wismut Aue)    | Jörg Fügner (BFC Dynamo) Silvio Demuth (Stahl Brandenburg)                                                 |
| Abwehrspieler | Matthias Lindner (1. FC Lokomotive Leipzig) | Burkhard Reich (BFC Dynamo) Jens Pahlke (Stahl Brandenburg) Frank Cebulla (1. FC Magdeburg) Andreas Schmidt (Stahl Riesa)                    | - |
| Abwehrspieler | Detlef Schößler (1. FC Magdeburg)           | Waldemar Ksienzyk (BFC Dynamo) Sven Kretzschmar (Stahl Riesa) Eckart Märzke (Stahl Brandenburg) Mario Kleditzsch (Fortschritt Bischofswerda) | - |
| Mittelfeld    | Andreas Thom (BFC Dynamo)                   | Harald Mothes (BSG Wismut Aue) Jürgen Raab (FC Carl Zeiss Jena) André Merkel (Fortschritt Bischofswerda)                                     | - |
| Mittelfeld    | Rico Steinmann (FC Karl-Marx-Stadt)         | Jörg Stübner (Dynamo Dresden) Rolf Döbbelin (1. FC Magdeburg) Andreas Gräulich (Fortschritt Bischofswerda)                                   | - |
| Mittelfeld    | Matthias Liebers (1. FC Lokomotive Leipzig) | Bernd Schulz (BFC Dynamo) Damian Halata (1. FC Magdeburg) Andreas Krause (FC Carl Zeiss Jena)                                                | - |
| Mittelfeld    | Christian Backs (BFC Dynamo)                | Reinhard Häfner (Dynamo Dresden) Steffen Krauß (BSG Wismut Aue) Uwe Bredow (1. FC Lokomotive Leipzig)                                        | - |
| Angriff       | Markus Wuckel (1. FC Magdeburg)             | Thomas Doll (BFC Dynamo) Matthias Sammer (Dynamo Dresden) Martin Busse (FC Rot-Weiß Erfurt) Hans-Jörg Leitzke (1. FC Lokomotive Leipzig)     | - |
| Angriff       | Frank Pastor (BFC Dynamo)                   | Ulf Kirsten (Dynamo Dresden) Hans Richter (1. FC Lokomotive Leipzig) Michael Glowatzky (FC Karl-Marx-Stadt) Jürgen Heun (FC Rot-Weiß Erfurt) | - |

## Sommer 1987
Veröffentlicht in der fuwo (Ausgabe 27/1987) zu Beginn der Saison 1987/88. Die Rangliste bewertet die Oberligaspiele der Saison 1986/87.
| Position      | Elf des Jahres                              | 55-Bestenliste | Im Gespräch |
| ------------- | ------------------------------------------- | --- | --- |
| Torhüter      | René Müller (1. FC Lokomotive Leipzig)      | Bodo Rudwaleit (BFC Dynamo) Jörg Weißflog (BSG Wismut Aue) Dirk Heyne (1. FC Magdeburg) Detlef Zimmer (Stahl Brandenburg)                            | Perry Bräutigam (FC Carl Zeiss Jena) Ronny Teuber (Dynamo Dresden) Rainer Hoffmeister (FC Rot-Weiß Erfurt)                            |
| Libero        | Frank Rohde (BFC Dynamo)                    | Volker Schmidt (BSG Wismut Aue) Lothar Hause (FC Vorwärts Frankfurt) Dirk Stahmann (1. FC Magdeburg) Christoph Ringk (Stahl Brandenburg)             | Frank Lieberam (Dynamo Dresden) Heiko Peschke (FC Carl Zeiss Jena) Andreas Schmidt (Stahl Riesa) Wolfgang Döring (FC Rot-Weiß Erfurt) |
| Abwehrspieler | Uwe Zötzsche (1. FC Lokomotive Leipzig)     | Matthias Döschner (Dynamo Dresden) Silvio Demuth (Stahl Brandenburg) Udo Fankhänel (FC Karl-Marx-Stadt) Mario Kleditzsch (Fortschritt Bischofswerda) | - |
| Abwehrspieler | Matthias Lindner (1. FC Lokomotive Leipzig) | Burkhard Reich (BFC Dynamo) Jens Pahlke (Stahl Brandenburg) Frank Cebulla (1. FC Magdeburg) Carsten Sänger (FC Rot-Weiß Erfurt)                      | Andreas Trautmann (Dynamo Dresden) |
| Abwehrspieler | Detlef Schößler (1. FC Magdeburg)           | Ronald Kreer (1. FC Lokomotive Leipzig) Ingolf Pfahl (Stahl Brandenburg)                                                                             | - |
| Mittelfeld    | Rico Steinmann (FC Karl-Marx-Stadt)         | Jörg Stübner (Dynamo Dresden) Wolfgang Steinbach (1. FC Magdeburg) Christian Backs (BFC Dynamo) Eberhard Janotta (Stahl Brandenburg)                 | - |
| Mittelfeld    | Rainer Ernst (BFC Dynamo)                   | Matthias Liebers (1. FC Lokomotive Leipzig) Hans-Uwe Pilz (Dynamo Dresden) Harald Mothes (BSG Wismut Aue) Rolf Döbbelin (1. FC Magdeburg)            | - |
| Mittelfeld    | Jürgen Raab (FC Carl Zeiss Jena)            | Reinhard Häfner (Dynamo Dresden) Steffen Krauß (BSG Wismut Aue) Uwe Bredow (1. FC Lokomotive Leipzig) Damian Halata (1. FC Magdeburg)                | - |
| Angriff       | Andreas Thom (BFC Dynamo)                   | Heiko Scholz (1. FC Lokomotive Leipzig) Martin Busse (FC Rot-Weiß Erfurt)                                                                            | - |
| Angriff       | Ralf Minge (Dynamo Dresden)                 | Frank Pastor (BFC Dynamo) Markus Wuckel (1. FC Magdeburg) Jürgen Heun (FC Rot-Weiß Erfurt)                                                           | - |
| Angriff       | Ulf Kirsten (Dynamo Dresden)                | Thomas Doll (BFC Dynamo) Jan Voß (Stahl Brandenburg)                                                                                                 | - |

## Winter 1987
Veröffentlicht in der fuwo (Ausgabe 2/1988) in der Winterpause der Saison 1987/88. Die Rangliste bewertet die Oberligaspiele der Hinrunde der Saison 1987/88.
| Position      | Elf des Jahres                              | 55-Bestenliste | Im Gespräch |
| ------------- | ------------------------------------------- | --- | --- |
| Torhüter      | René Müller (1. FC Lokomotive Leipzig)      | Bodo Rudwaleit (BFC Dynamo) Jörg Weißflog (BSG Wismut Aue) Dirk Heyne (1. FC Magdeburg) Detlef Zimmer (Stahl Brandenburg)               | Ronny Teuber (Dynamo Dresden) Perry Bräutigam (FC Carl Zeiss Jena) Karsten Härtel (HFC Chemie) Rainer Hoffmeister (FC Rot-Weiß Erfurt) |
| Libero        | Uwe Zötzsche (1. FC Lokomotive Leipzig)     | Dirk Stahmann (1. FC Magdeburg) Frank Rohde (BFC Dynamo) Heiko Peschke (FC Carl Zeiss Jena) Volker Schmidt (BSG Wismut Aue)             | Andreas Wagenhaus (HFC Chemie) Wolfgang Döring (FC Rot-Weiß Erfurt)                                                                    |
| Abwehrspieler | Matthias Döschner (Dynamo Dresden)          | Jörg Illing (FC Karl-Marx-Stadt) Silvio Demuth (Stahl Brandenburg) Gert Brauer (HFC Chemie)                                             | - |
| Abwehrspieler | Gisbert Penneke (HFC Chemie)                | Steffen Ziffert (FC Karl-Marx-Stadt) André Köhler (BSG Wismut Aue) Jens Pahlke (Stahl Brandenburg) Carsten Sänger (FC Rot-Weiß Erfurt)  | - |
| Abwehrspieler | Detlef Schößler (1. FC Magdeburg)           | Ronald Kreer (1. FC Lokomotive Leipzig) Lutz Radtke (HFC Chemie) Andreas Diebitz (Dynamo Dresden) Ingolf Pfahl (Stahl Brandenburg)      | Ronald Szepanski (FC Carl Zeiss Jena)                                                                                                  |
| Mittelfeld    | Jörg Hornik (FC Rot-Weiß Erfurt)            | Matthias Sammer (Dynamo Dresden) Rico Steinmann (FC Karl-Marx-Stadt) Dariusz Wosz (HFC Chemie) Stefan Meixner (FC Carl Zeiss Jena)      | - |
| Mittelfeld    | Matthias Liebers (1. FC Lokomotive Leipzig) | Jörg Stübner (Dynamo Dresden) Juri Schlünz (FC Hansa Rostock) Andreas Krause (FC Carl Zeiss Jena) Steffen Heidrich (FC Karl-Marx-Stadt) | - |
| Mittelfeld    | Jürgen Raab (FC Carl Zeiss Jena)            | Rainer Ernst (BFC Dynamo) Heiko März (FC Hansa Rostock) Uwe Bredow (1. FC Lokomotive Leipzig) Reinhard Häfner (Dynamo Dresden)          | Peter Jung (FC Rot-Weiß Erfurt) |
| Angriff       | Andreas Thom (BFC Dynamo)                   | Olaf Marschall (1. FC Lokomotive Leipzig) Hans Richter (FC Karl-Marx-Stadt) Frank Jeske (Stahl Brandenburg)                             | - |
| Angriff       | Ralf Minge (Dynamo Dresden)                 | Jürgen Heun (FC Rot-Weiß Erfurt) Markus Wuckel (1. FC Magdeburg) Dietmar Schütze (HFC Chemie) Harald Mothes (BSG Wismut Aue)            | - |
| Angriff       | Thomas Doll (BFC Dynamo)                    | Ulf Kirsten (Dynamo Dresden) Michael Glowatzky (FC Karl-Marx-Stadt) Uwe Machold (HFC Chemie) Henry Lesser (FC Carl Zeiss Jena)          | - |

## Sommer 1988
Veröffentlicht in der fuwo (Ausgabe 25/1988) zu Beginn der Saison 1988/89. Die Rangliste bewertet die Oberligaspiele der Saison 1987/88.
| Position      | Elf des Jahres                              | 55-Bestenliste | Im Gespräch                                                                                    |
| ------------- | ------------------------------------------- | --- | ---------------------------------------------------------------------------------------------- |
| Torhüter      | Dirk Heyne (1. FC Magdeburg)                | Bodo Rudwaleit (BFC Dynamo) René Müller (1. FC Lokomotive Leipzig) Jörg Weißflog (BSG Wismut Aue) Detlef Zimmer (Stahl Brandenburg)              | Perry Bräutigam (FC Carl Zeiss Jena) Ronny Teuber (Dynamo Dresden) Karsten Härtel (HFC Chemie) |
| Libero        | Dirk Stahmann (1. FC Magdeburg)             | Frank Rohde (BFC Dynamo) Uwe Zötzsche (1. FC Lokomotive Leipzig) Christoph Ringk (Stahl Brandenburg) Heiko Peschke (FC Carl Zeiss Jena)          | Heiko März (FC Hansa Rostock) Andreas Wagenhaus (HFC Chemie)                                   |
| Abwehrspieler | Matthias Döschner (Dynamo Dresden)          | Marco Köller (BFC Dynamo) Silvio Demuth (Stahl Brandenburg) Jörg Illing (FC Karl-Marx-Stadt)                                                     | -                                                                                              |
| Abwehrspieler | Matthias Lindner (1. FC Lokomotive Leipzig) | André Köhler (BSG Wismut Aue) Jens Pahlke (Stahl Brandenburg) Gisbert Penneke (HFC Chemie) Jens Wahl (FC Hansa Rostock)                          | -                                                                                              |
| Abwehrspieler | Ronald Kreer (1. FC Lokomotive Leipzig)     | Lutz Radtke (HFC Chemie) Ingolf Pfahl (Stahl Brandenburg) Detlef Schößler (1. FC Magdeburg) Andreas Diebitz (Dynamo Dresden)                     | -                                                                                              |
| Mittelfeld    | Jörg Stübner (Dynamo Dresden)               | Rico Steinmann (FC Karl-Marx-Stadt) Dariusz Wosz (HFC Chemie) Jörg Hornik (FC Rot-Weiß Erfurt) Heiko Scholz (1. FC Lokomotive Leipzig)           | -                                                                                              |
| Mittelfeld    | Jürgen Raab (FC Carl Zeiss Jena)            | Matthias Sammer (Dynamo Dresden) Matthias Liebers (1. FC Lokomotive Leipzig) Juri Schlünz (FC Hansa Rostock) Olaf Seier (1. FC Union Berlin)     | -                                                                                              |
| Mittelfeld    | Hans-Uwe Pilz (Dynamo Dresden)              | Uwe Bredow (1. FC Lokomotive Leipzig) Andreas Lindner (Stahl Brandenburg) Bernd Wunderlich (FC Hansa Rostock) André Sirocks (1. FC Union Berlin) | -                                                                                              |
| Angriff       | Andreas Thom (BFC Dynamo)                   | Frank Jeske (Stahl Brandenburg) Michael Glowatzky (FC Karl-Marx-Stadt) Lutz Schülbe (HFC Chemie)                                                 | -                                                                                              |
| Angriff       | Rainer Ernst (BFC Dynamo)                   | Markus Wuckel (1. FC Magdeburg) Olaf Marschall (1. FC Lokomotive Leipzig) Jürgen Heun (FC Rot-Weiß Erfurt) Ralf Minge (Dynamo Dresden)           | Rainer Jarohs (FC Hansa Rostock)                                                               |
| Angriff       | Thomas Doll (BFC Dynamo)                    | Ulf Kirsten (Dynamo Dresden) Uwe Machold (HFC Chemie) Hans Richter (FC Karl-Marx-Stadt)                                                          | -                                                                                              |

## Winter 1988
Veröffentlicht in der fuwo (Ausgabe 1/1989) in der Winterpause der Saison 1988/89. Die Rangliste bewertet die Oberligaspiele der Saison 1988/89.
| Position      | Elf des Jahres                              | 55-Bestenliste | Im Gespräch |
| ------------- | ------------------------------------------- | --- | --- |
| Torhüter      | Jörg Weißflog (BSG Wismut Aue)              | René Müller (1. FC Lokomotive Leipzig) Dirk Heyne (1. FC Magdeburg) Ronny Teuber (Dynamo Dresden) Bodo Rudwaleit (BFC Dynamo)             | Perry Bräutigam (FC Carl Zeiss Jena) Jens Adler (HFC Chemie) Jens Schmidt (FC Karl-Marx-Stadt) Jens Kunath (FC Hansa Rostock)         |
| Libero        | Dirk Stahmann (1. FC Magdeburg)             | Frank Rohde (BFC Dynamo) Frank Baum (1. FC Lokomotive Leipzig) Frank Lieberam (Dynamo Dresden) Andreas Wagenhaus (HFC Chemie)             | Volker Schmidt (BSG Wismut Aue) Frank Dünger (FC Rot-Weiß Erfurt) Heiko März (FC Hansa Rostock) Christoph Ringk (Stahl Brandenburg)   |
| Abwehrspieler | Matthias Döschner (Dynamo Dresden)          | Silvio Demuth (Stahl Brandenburg) Marco Köller (BFC Dynamo) Uwe Lorenz (HFC Chemie) Dirk Schuster (1. FC Magdeburg)                       | - |
| Abwehrspieler | Matthias Lindner (1. FC Lokomotive Leipzig) | Andreas Trautmann (Dynamo Dresden) André Köhler (BSG Wismut Aue) Jens Wahl (FC Hansa Rostock) Gisbert Penneke (HFC Chemie)                | Jens Pahlke (Stahl Brandenburg) Steffen Ziffert (FC Karl-Marx-Stadt) Thomas Ludwig (FC Carl Zeiss Jena) Jens Melzig (Energie Cottbus) |
| Abwehrspieler | Ronald Kreer (1. FC Lokomotive Leipzig)     | Detlef Schößler (1. FC Magdeburg) Andreas Diebitz (Dynamo Dresden) Hendrik Herzog (BFC Dynamo) Frank Kräuter (FC Rot-Weiß Erfurt)         | Ingolf Schneider (Energie Cottbus) |
| Mittelfeld    | Rico Steinmann (FC Karl-Marx-Stadt)         | Jürgen Raab (FC Carl Zeiss Jena) Olaf Seier (1. FC Union Berlin) Jörg Stübner (Dynamo Dresden) Heiko Bonan (1. FC Magdeburg)              | Eike Küttner (BFC Dynamo) Fred Steinborn (Sachsenring Zwickau)                                                                        |
| Mittelfeld    | Matthias Sammer (Dynamo Dresden)            | Rainer Ernst (BFC Dynamo) Detlef Müller (FC Karl-Marx-Stadt) Carsten Sänger (FC Rot-Weiß Erfurt) Steffen Karl (HFC Chemie)                | Heiko Scholz (1. FC Lokomotive Leipzig) Juri Schlünz (FC Hansa Rostock)                                                               |
| Mittelfeld    | Hans-Uwe Pilz (Dynamo Dresden)              | Damian Halata (1. FC Lokomotive Leipzig) Bernd Wunderlich (FC Hansa Rostock) Uwe Schulz (Stahl Brandenburg) Jens Flügel (Energie Cottbus) | Steffen Krauß (BSG Wismut Aue) Stefan Böger (FC Carl Zeiss Jena)                                                                      |
| Angriff       | Andreas Thom (BFC Dynamo)                   | Torsten Gütschow (Dynamo Dresden) Frank Jeske (Stahl Brandenburg) Thomas Weiß (BSG Wismut Aue) Petrik Sander (Energie Cottbus)            | Lutz Schülbe (HFC Chemie) |
| Angriff       | Olaf Marschall (1. FC Lokomotive Leipzig)   | Harald Mothes (BSG Wismut Aue) Markus Wuckel (1. FC Magdeburg) Dietmar Schütze (HFC Chemie) Jürgen Heun (FC Rot-Weiß Erfurt)              | - |
| Angriff       | Ulf Kirsten (Dynamo Dresden)                | Volker Röhrich (FC Hansa Rostock) Thomas Doll (BFC Dynamo) Uwe Machold (HFC Chemie)                                                       | - |

## Sommer 1989
Veröffentlicht in der fuwo (Ausgabe 25/1989) zu Beginn der Saison 1989/90. Die Rangliste bewertet die Oberligaspiele der Saison 1988/89.
| Position      | Elf des Jahres                          | 55-Bestenliste | Im Gespräch                                                                                   |
| ------------- | --------------------------------------- | --- | --------------------------------------------------------------------------------------------- |
| Torhüter      | Perry Bräutigam (FC Carl Zeiss Jena)    | Dirk Heyne (1. FC Magdeburg) Jörg Weißflog (BSG Wismut Aue) Ronny Teuber (Dynamo Dresden) Bodo Rudwaleit (BFC Dynamo) René Müller (1. FC Lokomotive Leipzig) | Jens Schmidt (FC Karl-Marx-Stadt) Mario Neumann (Sachsenring Zwickau) Jens Adler (HFC Chemie) |
| Libero        | Frank Rohde (BFC Dynamo)                | Dirk Stahmann (1. FC Magdeburg) Frank Lieberam (Dynamo Dresden) Andreas Wagenhaus (HFC Chemie) Volker Schmidt (BSG Wismut Aue)                               | Heiko März (FC Hansa Rostock) Dirk Barsikow (FC Karl-Marx-Stadt)                              |
| Abwehrspieler | Matthias Döschner (Dynamo Dresden)      | Silvio Demuth (Stahl Brandenburg) Uwe Lorenz (HFC Chemie) | -                                                                                             |
| Abwehrspieler | Andreas Trautmann (Dynamo Dresden)      | Matthias Lindner (1. FC Lokomotive Leipzig) Jens Pahlke (Stahl Brandenburg) André Köhler (BSG Wismut Aue) Gisbert Penneke (HFC Chemie)                       | Hendrik Herzog (BFC Dynamo) Carsten Sänger (FC Rot-Weiß Erfurt)                               |
| Abwehrspieler | Ronald Kreer (1. FC Lokomotive Leipzig) | Detlef Schößler (1. FC Magdeburg) Jens Melzig (Energie Cottbus)                                                                                              | -                                                                                             |
| Mittelfeld    | Dariusz Wosz (HFC Chemie)               | Hans-Uwe Pilz (Dynamo Dresden) Juri Schlünz (FC Hansa Rostock) Detlef Müller (FC Karl-Marx-Stadt) Stefan Böger (FC Carl Zeiss Jena)                          | -                                                                                             |
| Mittelfeld    | Rico Steinmann (FC Karl-Marx-Stadt)     | Jürgen Raab (FC Carl Zeiss Jena) Heiko Scholz (1. FC Lokomotive Leipzig) Ralf Minge (Dynamo Dresden) Jens Wahl (FC Hansa Rostock)                            | -                                                                                             |
| Mittelfeld    | Matthias Sammer (Dynamo Dresden)        | Heiko Bonan (1. FC Magdeburg) Rainer Ernst (BFC Dynamo) Hilmar Weilandt (FC Hansa Rostock) Andreas Langer (BSG Wismut Aue)                                   | -                                                                                             |
| Mittelfeld    | Jörg Stübner (Dynamo Dresden)           | Sven Köhler (FC Karl-Marx-Stadt) Bernd Wunderlich (FC Hansa Rostock) Damian Halata (1. FC Lokomotive Leipzig) Ingolf Schneider (Energie Cottbus)             | -                                                                                             |
| Angriff       | Andreas Thom (BFC Dynamo)               | Torsten Gütschow (Dynamo Dresden) Olaf Marschall (1. FC Lokomotive Leipzig) Volker Röhrich (FC Hansa Rostock) Thomas Weiß (BSG Wismut Aue)                   | Frank Jeske (Stahl Brandenburg) Lutz Schülbe (HFC Chemie)                                     |
| Angriff       | Ulf Kirsten (Dynamo Dresden)            | Thomas Doll (BFC Dynamo) Markus Wuckel (1. FC Magdeburg) Harald Mothes (BSG Wismut Aue) Uwe Machold (HFC Chemie)                                             | -                                                                                             |

## Winter 1989
Veröffentlicht in der fuwo (Ausgabe 1/1990) in der Winterpause der Saison 1989/90. Die Rangliste bewertet die Oberligaspiele der Hinrunde der Saison 1989/90. Abweichend von der bisher üblichen Praxis umfasst die Bestenliste diesmal nur 33 Positionen.
| Position      | Elf des Jahres                           | 33-Bestenliste                                                               | Im Gespräch |
| ------------- | ---------------------------------------- | ---------------------------------------------------------------------------- | --- |
| Torhüter      | Dirk Heyne (1. FC Magdeburg)             | Detlef Zimmer (Stahl Brandenburg) Jens Adler (HFC Chemie)                    | Andreas Hawa (Eisenhüttenstädter FC Stahl) Perry Bräutigam (FC Carl Zeiss Jena) René Müller (1. FC Lokomotive Leipzig) |
| Libero        | Dirk Stahmann (1. FC Magdeburg)          | Frank Lieberam (Dynamo Dresden) Uwe Szangolies (Eisenhüttenstädter FC Stahl) | Dirk Barsikow (FC Karl-Marx-Stadt) Frank Dünger (FC Rot-Weiß Erfurt) Burkhard Reich (BFC Dynamo)                       |
| Abwehrspieler | Matthias Döschner (Dynamo Dresden)       | Jörg Illing (FC Karl-Marx-Stadt) Volker Wawrzyniak (HFC Chemie)              | - |
| Abwehrspieler | Jens Melzig (Energie Cottbus)            | Hendrik Herzog (BFC Dynamo) Detlef Müller (FC Karl-Marx-Stadt)               | - |
| Abwehrspieler | Steffen Freund (Stahl Brandenburg)       | Frank Siersleben (1. FC Magdeburg) Detlef Schößler (Dynamo Dresden)          | - |
| Mittelfeld    | Wolfgang Steinbach (1. FC Magdeburg)     | Frank Lehmann (Energie Cottbus) Dariusz Wosz (HFC Chemie)                    | Heiko Scholz (1. FC Lokomotive Leipzig)                                                                                |
| Mittelfeld    | Rico Steinmann (FC Karl-Marx-Stadt)      | Stefan Minkwitz (1. FC Magdeburg) Axel Schulz (FC Hansa Rostock)             | - |
| Mittelfeld    | Matthias Sammer (Dynamo Dresden)         | Hilmar Weilandt (FC Hansa Rostock) Uwe Weidemann (FC Rot-Weiß Erfurt)        | Ingolf Schneider (Energie Cottbus)                                                                                     |
| Mittelfeld    | Damian Halata (1. FC Lokomotive Leipzig) | Maik Schulz (Eisenhüttenstädter FC Stahl) Detlef Irrgang (Energie Cottbus)   | - |
| Angriff       | Uwe Rösler (1. FC Magdeburg)             | Andreas Thom (BFC Dynamo) Volker Röhrich (FC Hansa Rostock)                  | Ralph Vogel (BSG Wismut Aue)                                                                                           |
| Angriff       | Ulf Kirsten (Dynamo Dresden)             | Thomas Doll (BFC Dynamo) Markus Wuckel (1. FC Magdeburg)                     | - |